# Troglohyphantes dinaricus
Espèce
Synonymes
- Stygohyphantes dinaricus Kratochvíl, 1948

Troglohyphantes dinaricus est une espèce d'araignées aranéomorphes de la famille des Linyphiidae.

## Distribution
Cette espèce est endémique de Croatie.

## Publication originale
- Kratochvíl, 1948 : Étude sur les araignées cavernicoles du genre Stygohyphantes gen. nov. Vestnik ^eskoslovenske Zoologicke spole~nosti, vol. 12, p. 3-24.